# Corniche de Beirut

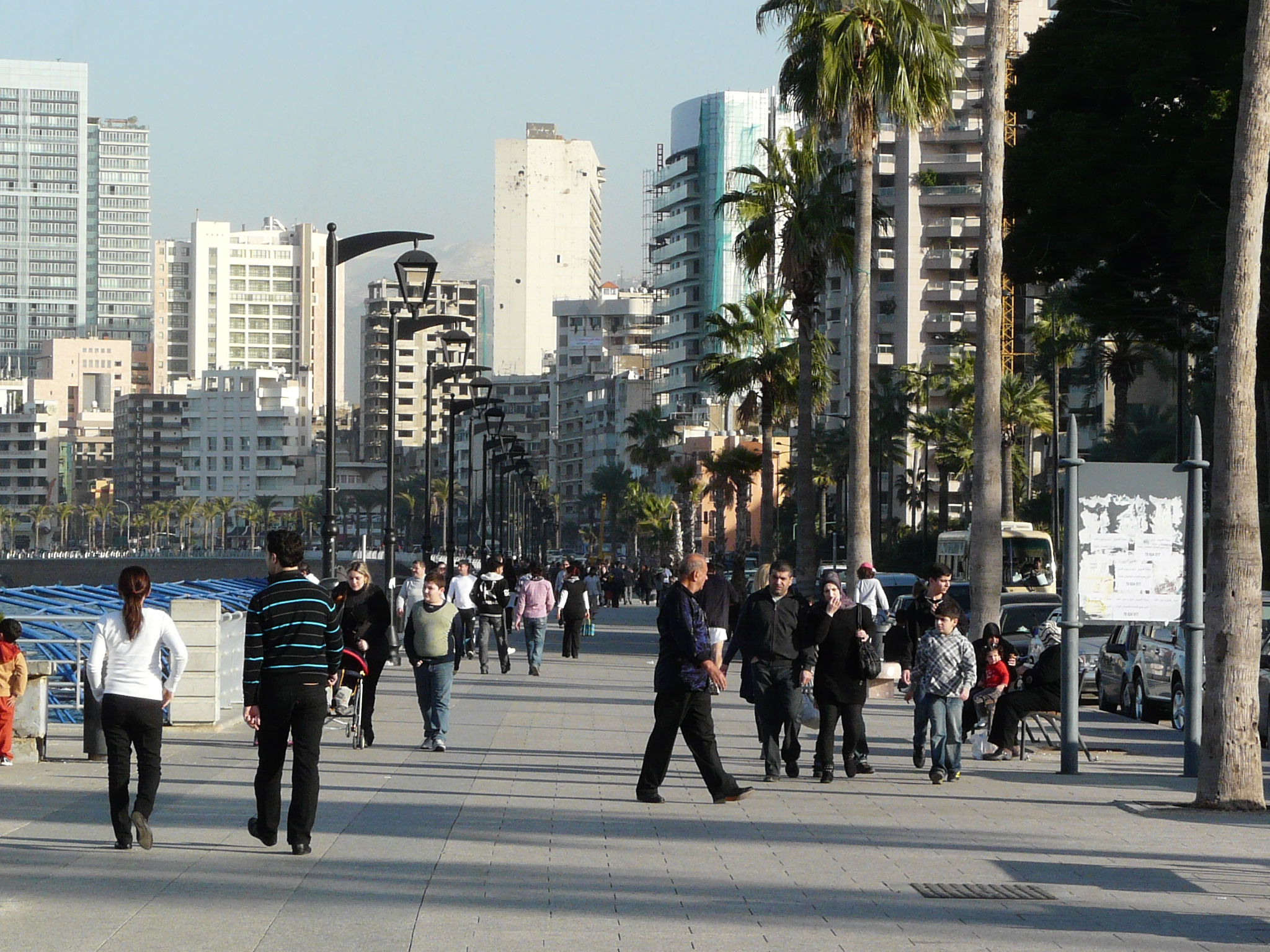
La Corniche de Beirut.

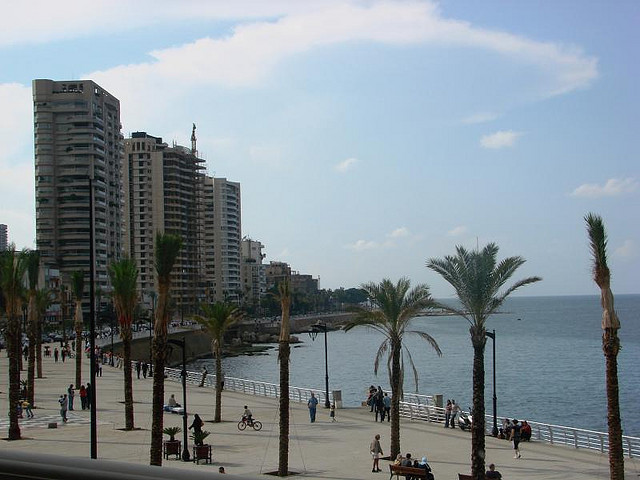
Palmeras en el paseo marítimo.

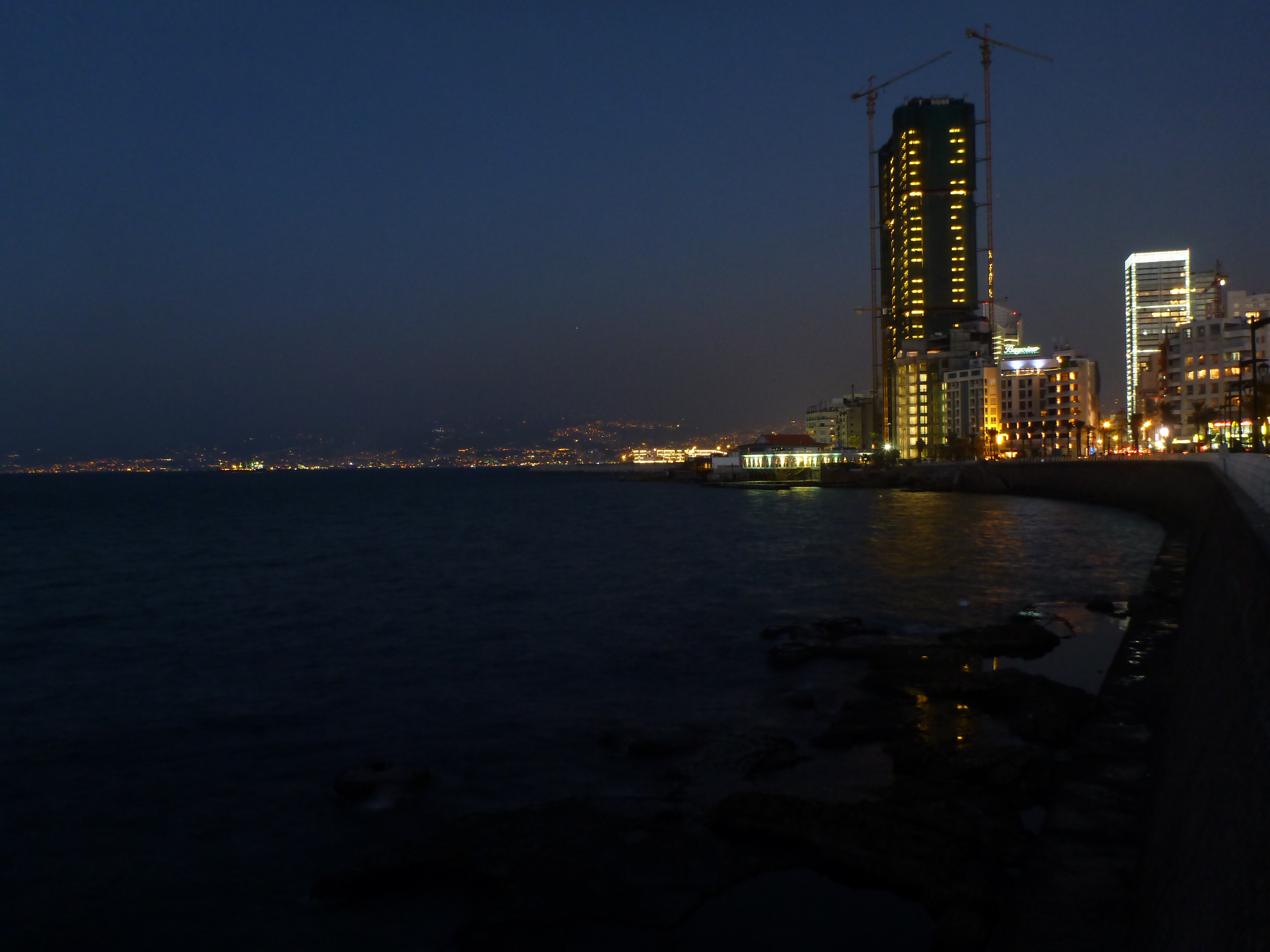
Vista hacia la Bahía de San Jorge.

La Corniche de Beirut es el paseo marítimo de Beirut, Líbano. Lleno de palmeras, el paseo marítimo ofrece a los visitantes una magnífica vista del mar Mediterráneo y de las cumbres de la Cordillera del Líbano hacia el este. La Corniche de Beirut tiene su origen en la Avenue des Français, fue construida durante la época del Mandato francés de Siria y Líbano  a lo largo de la costa del mar que rodeaba el centro histórico.

## Localización
La Corniche, que tiene 4,8 kilómetros de longitud, rodea el promontorio de Beirut desde la Bahía de San Jorge en la costa norte de la ciudad, girando hacia el oeste en la Place Rafic Hariri, recorriendo posteriormente la Avenue de Paris, el Raouché y finalmente la Avenue General de Gaulle hasta que termina en la Avenue Rafic Hariri.

## Uso
La Corniche es un lugar popular para caminantes, corredores y ciclistas. Hay numerosos vendedores ambulantes que ofrecen una gran variedad de snacks y bebidas locales. Muchos de los troncos de las palmeras que bordean la Corniche están picados con agujeros de bala de la Guerra Civil Libanesa. Hay muchos hoteles frente a la Corniche, como Le Vendôme Intercontinental Hotel y el Phoenicia InterContinental Hotel.

## Modernización
En 2001, los 76 bancos de cemento fueron sustituidos con bancos nuevos cubiertos con cerámica colorida, que fueron diseñados por la artista libanesa Lena Kelekian, que también diseñó un tablero de ajedrez gigante en la parte más ancha de la acera de la Avenue de Paris. En verano de 2007, las características barandillas azules fueron sustituidas, debido a su oxidación, por una barandilla de aluminio más elegante que ha sido modificada para hacer más difícil que los buscadores de emociones fuertes salten al mar desde la barandilla.

## Galería de imágenes

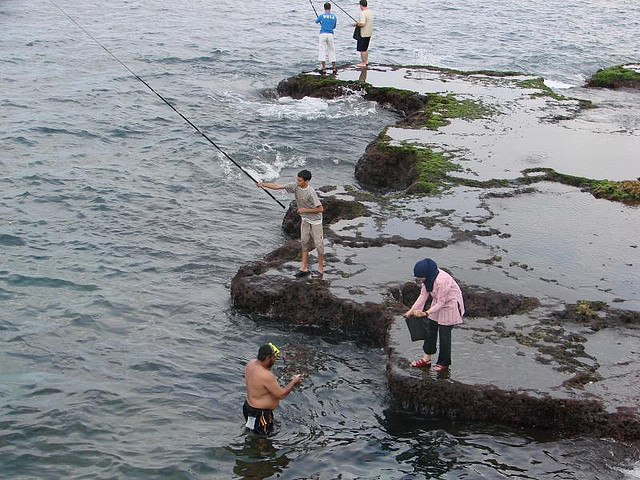
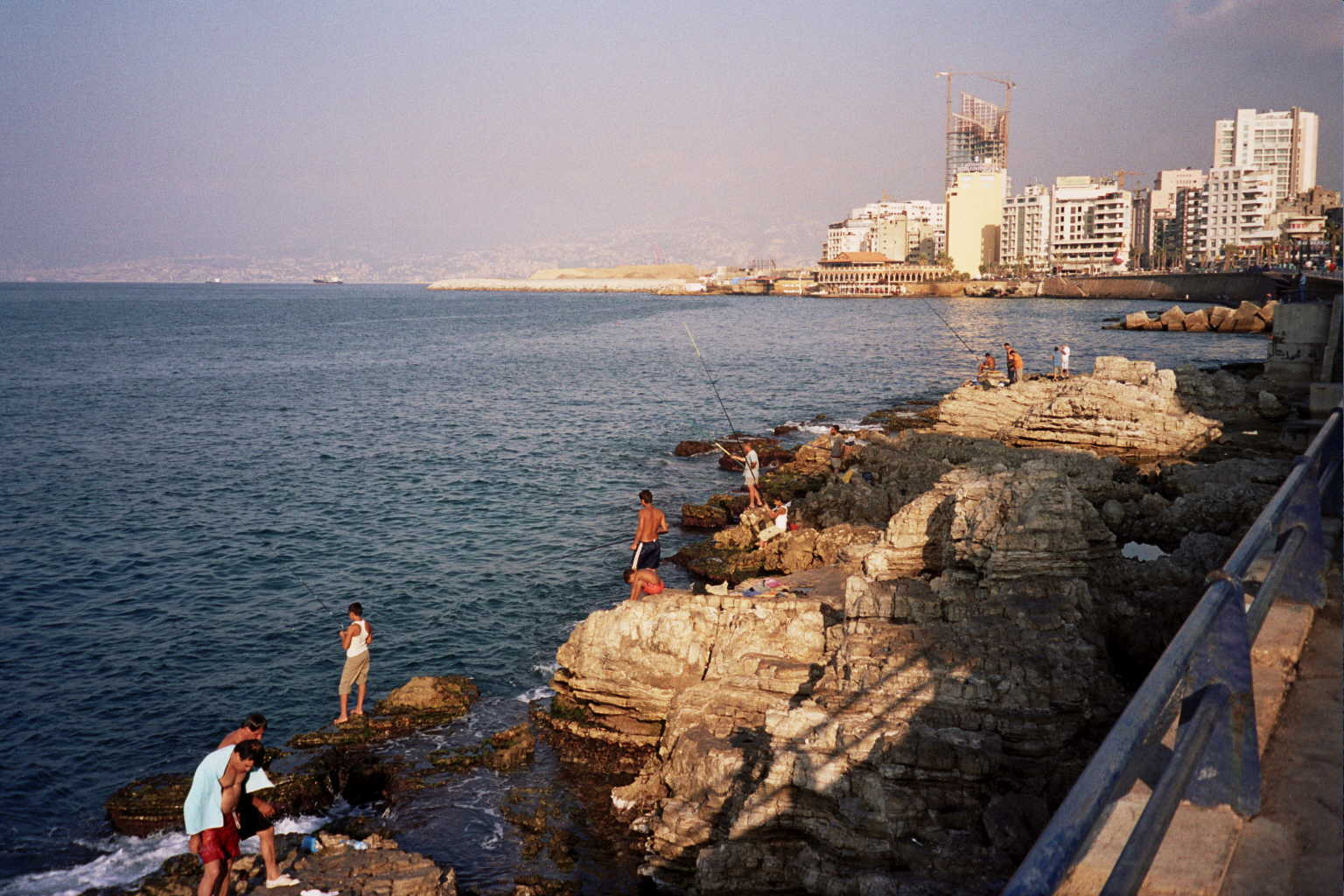
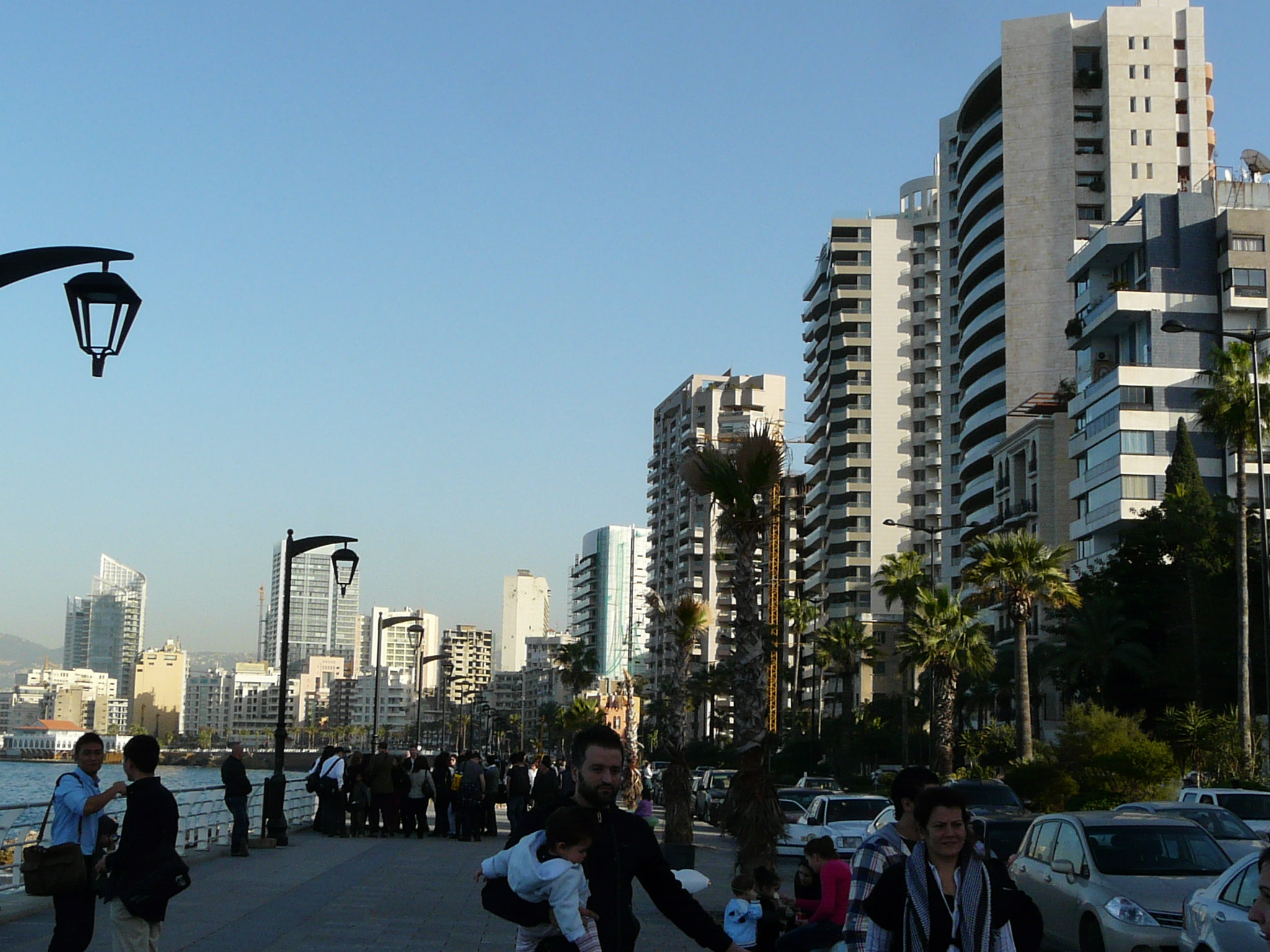
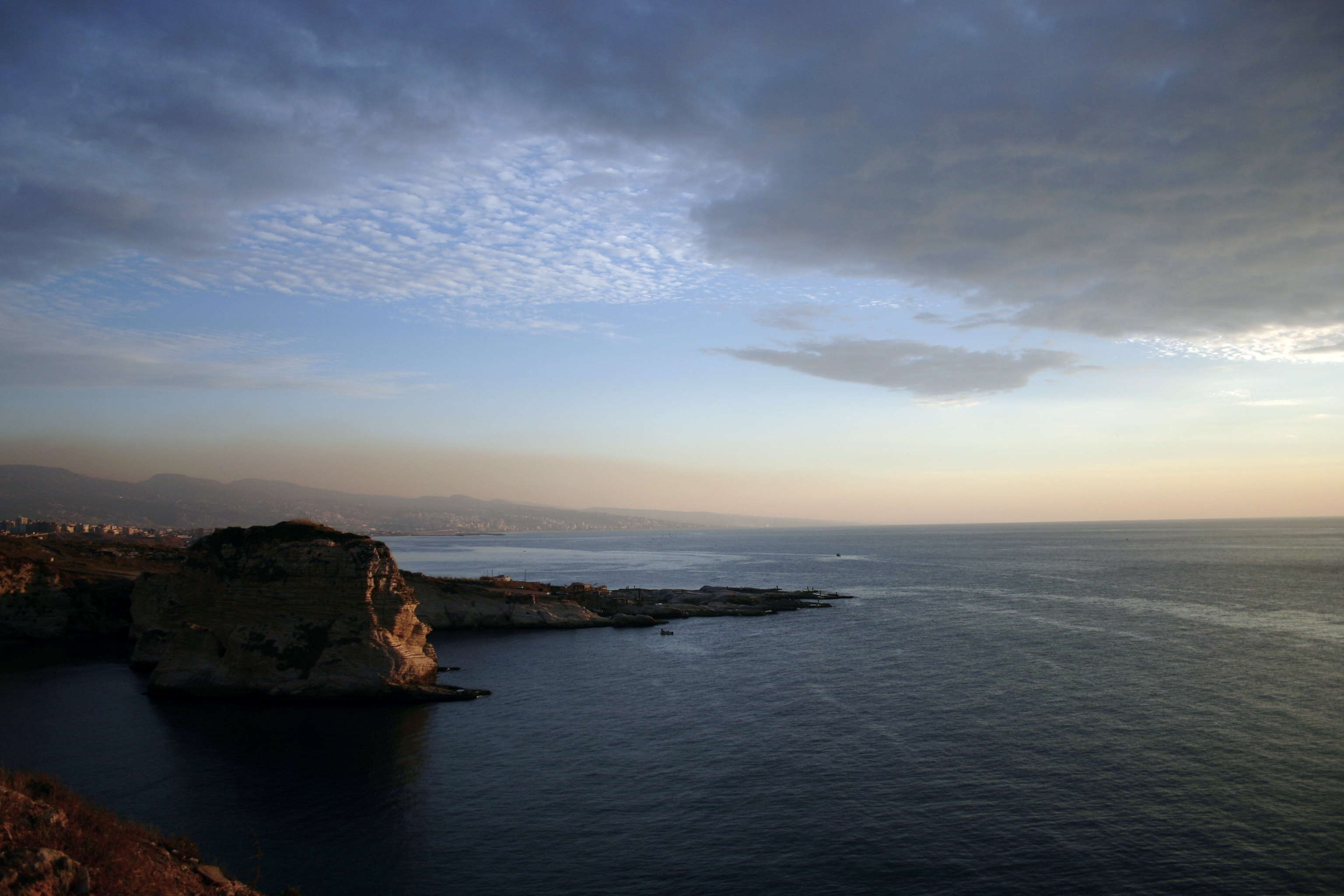
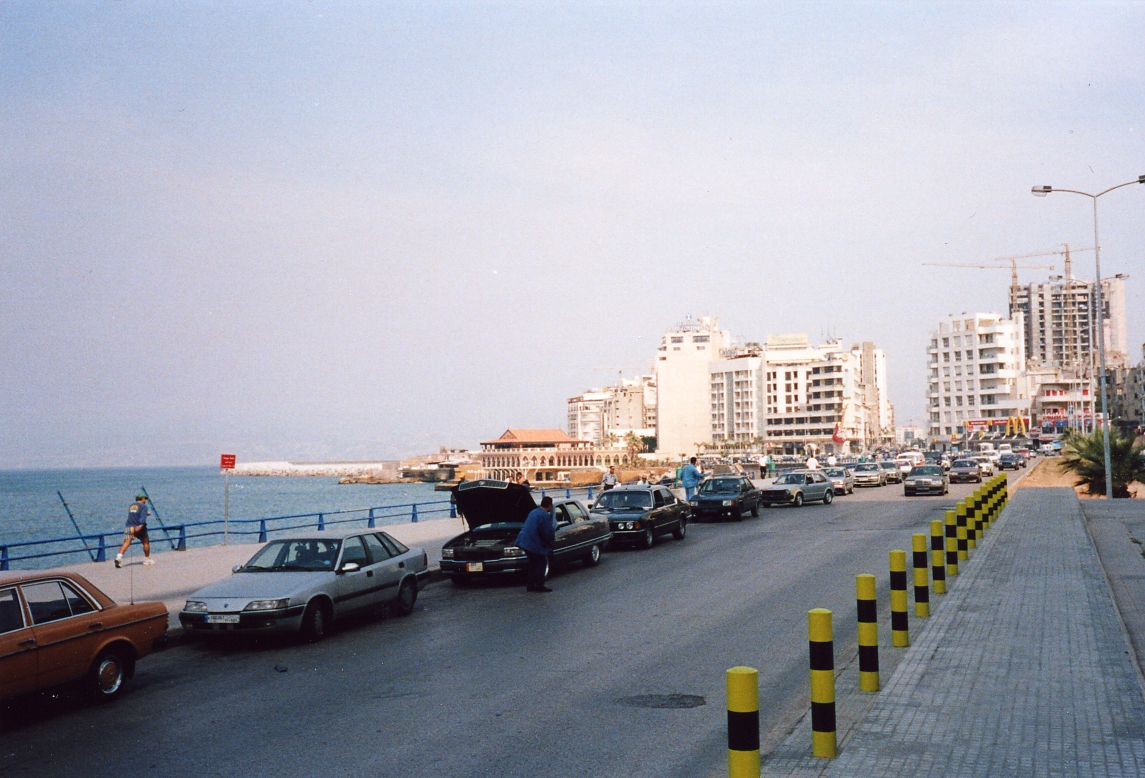
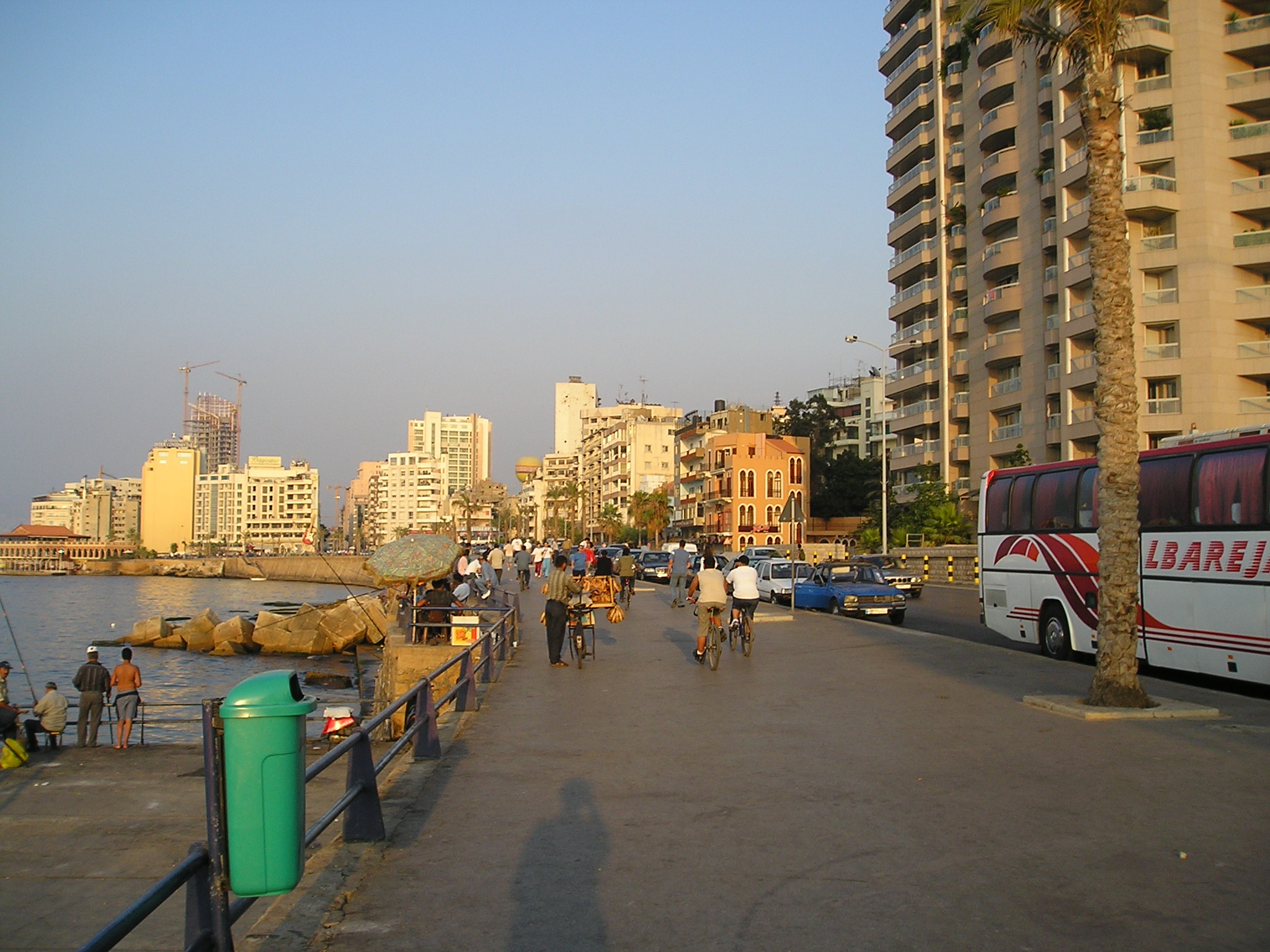